# Facidia divisa
Facidia divisa är en fjärilsart som beskrevs av Walker 1865. Facidia divisa ingår i släktet Facidia och familjen nattflyn. Inga underarter finns listade i Catalogue of Life.